# Landgericht Lichtenfels
Das Landgericht Lichtenfels war ein von 1803 bis 1879 bestehendes bayerisches Landgericht älterer Ordnung mit Sitz in Lichtenfels im heutigen Landkreis Lichtenfels. Die Landgerichte waren im Königreich Bayern Gerichts- und Verwaltungsbehörden, die 1862 in administrativer Hinsicht von den Bezirksämtern und 1879 in juristischer Hinsicht von den Amtsgerichten abgelöst wurden.

## Geschichte
Im Jahr 1803 wurde im Verlauf der Verwaltungsneugliederung Bayerns das Landgericht Lichtenfels errichtet. Dieses wurde nach der Gründung des Königreichs Bayern dem Mainkreis zugeschlagen, dessen Hauptstadt Bamberg war.
Anlässlich der Einführung des Gerichtsverfassungsgesetzes am 1. Oktober 1879 wurde das Amtsgericht Lichtenfels errichtet, dessen Sprengel aus dem Landgerichtsbezirk Lichtenfels mit den damaligen Gemeinden Buch am Forst, Burgberg, Graitz, Hochstadt am Main, Isling, Kösten, Köttel, Lahm, Lettenreuth, Lichtenfels, Mannsgereuth, Michelau, Mistelfeld, Mönchkröttendorf, Neuensee, Neuses am Main, Oberlangheim, Obersdorf, Oberwallenstadt, Redwitz an der Rodach, Reundorf, Roth, Schney, Schwürbitz, Seubelsdorf, Stetten, Trainau, Trieb, Wolfsloch, Zettlitz, Zeublitz und Zeuln gebildet wurde.